# Блейдинг (реслинг)

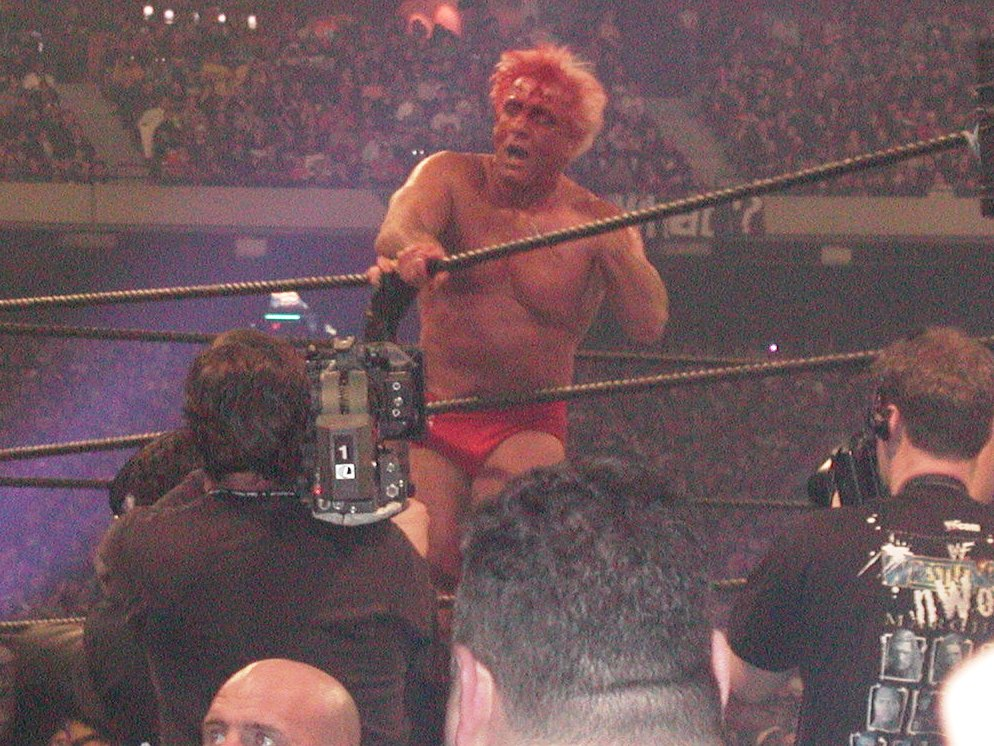
Рик Флэр, регулярно практикует блейдинг, как было продемонстрировано на WrestleMania X8

Блейдинг (рус. лезвие) (англ. Blading) в профессиональном реслинге это термин означающий — преднамеренное нанесения себе порезов, чтобы спровоцировать кровотечение. Оно также известно как «выжиманием сока», «смешиванием» или «получением цвета». Аналогично, блейдинг — является объектом, который используемый для нанесения ударов, а работа с блейдингом является специфическим актом нанесения ударов. Данное действие обычно выполняется на протяжении всего матча, так как потом кровь будет смешиваться с потом на лбу у рестлера, создавая впечатление, что из раны вытекает гораздо больше крови, что на самом деле так есть. Предпочтительной областью для блейдинга обычно является лоб, ибо раны на волосистой части головы обильно кровоточат и легко заживают. Законное, незапланированное кровотечение, которое происходит за пределами сюжетной линии, называется «выжимание сока трудным путем» (англ. juicing the hard way).

## История

### Истоки

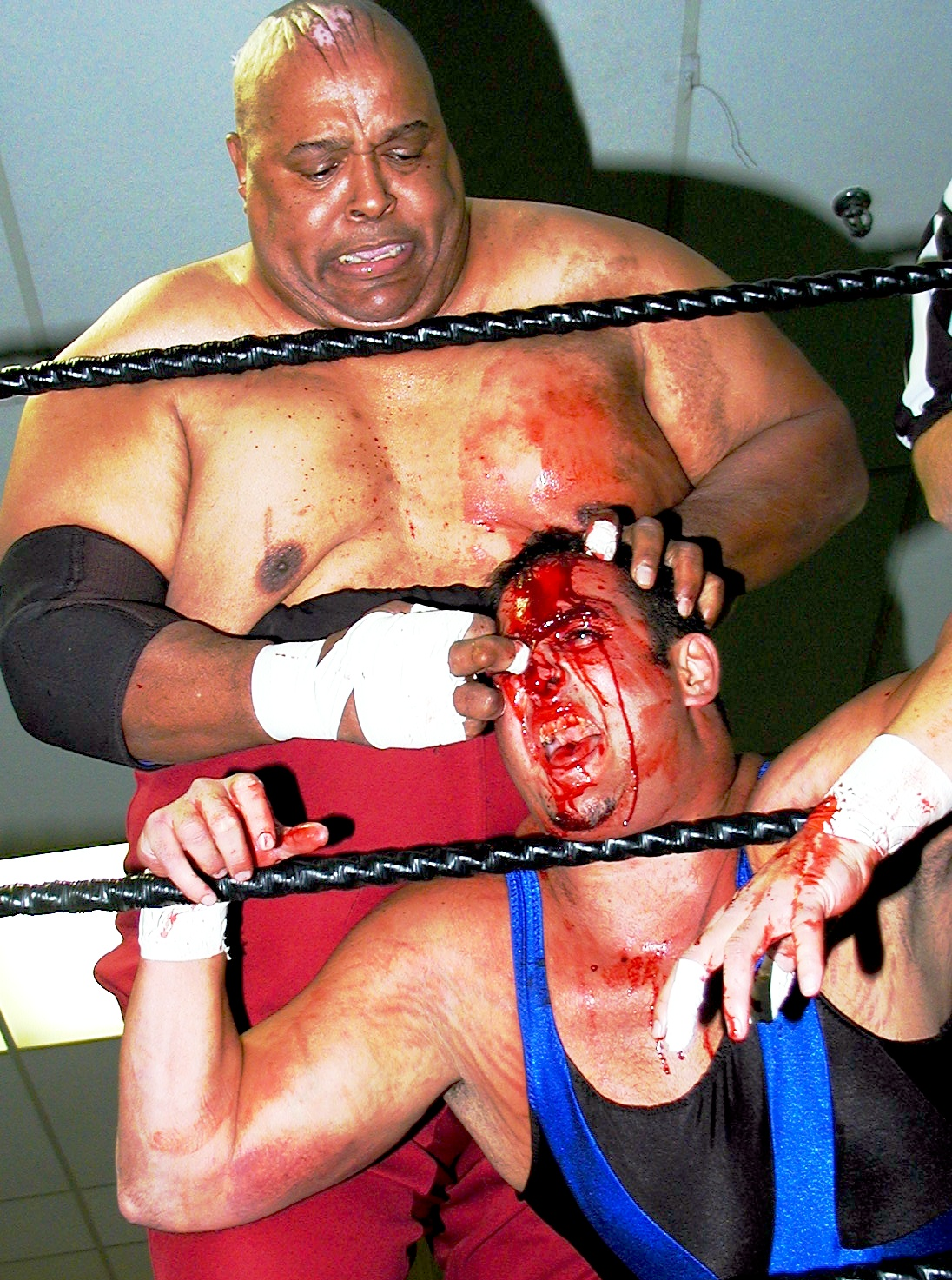
Абдулла Мясник проводит блейдинг на своем противнике Энди Эллисоне в Кот-Сен-Люк, Квебек, 2004 год.

До появления блейдинга в профессиональном реслинге, большая часть сюжетной линии появление крови в рестлинге происходила из-за того, что один из рестлеров намеренно рассекал плоть над лобной костью своему противнику более жестким и хорошо поставленным, сильным ударом. В своей третьей автобиографии (англ. The Hardcore Diaries) «Дневники хардкора» Мик Фоули цитирует Терри Фанка как одного из немногих оставшихся активных рестлеров, который знает, как таким образом «вскрывать бровь». Однако в очень редком случае, как на Pay-per-view шоу Extreme Rules 2012, где Брок Леснар вызвал кровотечение у Джона Сины без использования блейдинга, нанося ему сильный удар локтем в голову и нанеся ещё дополнительные сильные удары по телу Сины, хотя в конечном итоге Сина выиграл матч, и данный матч был одобрен критиками. Лоб всегда был предпочтительной частью головы для нанесения блейдинга из-за обилия кровеносных сосудов. Порез в этой области будет свободно кровоточить в течение длительного времени и быстро заживет. Порез в данном месте позволит крови смешаться с потом на лице рестлера, тем самым придавая ему эффект «малиновой маски».

### Современная история
В последние годы популярность использования блейдинга в реслинге значительно снизилась. Так как рестлер всегда рискует нанести слишком глубокий удар или перерезать артерию на лбу. Как например в 2004 году когда это случилось с Эдди Герреро, где он во время своего матча против JBL на шоу Judgment Day, случайно порезав лоб и результате чего из области пореза хлынула кровь. Из-за этого пореза, Герреро потерял так много крови, что в течение двух недель чувствовал последствия травмы.
Раньше, в североамериканском профессиональном рестлинге блейдинг почти исполняли исключительно мужчины-рестлеры. Теперь в 2020-х годах в промоушенах, которые позволяют использовать блейдинг такие как All Elite Wrestling, женщины тоже стали использовать блейдинг, как например, в матче между Бритт Бейкер и Тандер Розы прошедший в 2021 году, где во время матча у Бейкер было сильное кровотечение из-за применения блейдинга.
Некоторые рестлеры, такие как Абдулла Мясник, Дасти Роудс, Нью Джек, Брюзер Броуди, Кинг Кертис Яукеа, Карлос Колон-старший, Перро Агуайо, Дивон Хьюз (Брат Девона /Ди-Фон Дадли), Рик Флэр, Стив Корино, Тарзан Гото, Боллс Махони, Кинтаро Канемура, Джун Касаи, Виллано III, Иэн Роттен, Сабу и Мэнни Фернандес имеют уродующие шрамы на головах от частого проведения блейдинга на протяжении всей своей карьеры. По словам Мика Фоули, шрамы на лбу у Абдуллы настолько глубокие, что ему нравится держать в них монеты или фишки для азартных игр в качестве жуткого трюка на вечеринке.
В настоящее время блейдинг стал намного менее популярен, чем в прошлом, в основном из-за его распространенности и осведомленности о СПИДе и гепатите. В 1980-х годах готовность проведения к блейдингу рассматривалась как преимущество для начинающих рестлеров. С июля 2008 года, из-за своего рейтинга TV-PG, WWE не позволяла своим рестлерам кровоточить себя. В большинстве случаев любая кровь, вытекающая из рестлеров, является непреднамеренной. Дабы сохранить свой рейтинг TV-PG, рестлер который истекает кровью в прямом эфире, WWE, как правило, пытается остановить кровотечение в середине матча или использует разные ракурсы камеры, чтобы избежать показа чрезмерного количества крови. Или во время повторов указанных кадров телевизионных программ WWE часто переключаются на черно-белые.
Impact Wrestling, ранее известный реслинг-промоушен как Total Nonstop Action (TNA) Wrestling, часто использовал блейдинги, пока в 2014 году компания не приняла новую политику «без крови». Более известные рестлеры такие как Абисс и Ворон прославились своими матчами с наибольшим количеством крови в TNA ещё до новой политики в 2014 году.

## Примеры
Одним из самых известных инцидентов подобных использований блейдинга, был исполнен японским рестлером Великим Мутой в матче 1992 года против Хироси Хасэ; количество крови, потерянной Мутой, было настолько велико, что многие люди и по сей день оценивают тяжесть использования блейдинга по шкале Мута.
Реслинг-промоушен ECW который был известен своим хардкорным стилем реслинга и чрезмерным использованием блейдинга. Где безусловно, самым спорным инцидентом промоушена, связанный с блейдингом, являлся инцидент с рестлером по прозвищу Масс Транзит на хаус-шоу ECW 23 ноября 1996 года. Во время запланированного командного матча между командой Акселем Роттеном и Ди-Фон Дадли против команды Нью Джека и Мустафы Саеда, Аксель Роттен не смог выступить на шоу и был заменен на 17-летнего фаната Эриха Куласа, который солгал, о своем возрасте (утверждая, что ему 21 год), так и о своем опыте в рестлинге. Перед матчем Кулас попросил Нью Джека, который был известен своим жестким хардкорным стилем борьбы и стрельбой по противникам, нанести ему удар ножом, поскольку он никогда не делал этого сам, и Нью Джек согласился. Нью Джек ударил Куласа хирургическим скальпелем, но порезал слишком глубоко и перерезал две артерии на лбу Куласа. В итоге Кулас закричал от боли, а затем потерял сознание, когда из его головы хлынула кровь, и позже был госпитализирован. Инцидент вызвал много негативной огласки и судебный процесс со стороны семьи Куласа, в котором Нью-Джеку было предъявлено обвинение, но присяжные сняли все обвинения, поскольку удар ножом был нанесен по просьбе Куласа, а Кулас солгал о своем возрасте. Позже, 12 мая 2002 года, Эрих Кулас скончался, однако ни никакой связи между его смертью и этим инцидентом не было установлено.
Во время интервью Джимми Киммелу в прямом эфире! актёр Микки Рурк рассказал о своем опыте участия в сцене фильма 2008 года «Рестлер». Рурк согласился выступить по первоначальной просьбе режиссёра Даррена Аронофски в надежде, что он отменит требование во время съемок. Действительно, позже, во время съемок, Аронофски признал, что Рурку на самом деле не нужно было выступать; однако, по собственной воле, Рурк все равно решил пройти через это. В самом фильме видно, как персонаж Рурка готовясь к матчу, он заворачивает лезвие бритвы в бинты на запястье.
В футболе есть один примечательный случай с использованием блейдинга. В 1989 году вратарь сборной Чили Роберто Рохас вскрыл себя скальпелем, чтобы предотвратить поражение своей сборной, обвинив в этом брошенную в него петарду болельщиками команды соперника. ФИФА разгадала эту уловку и в итоге пожизненно запретила Рохасу играть в футбол и участвовать на чемпионате мира по футболу 1994 года. Однако в 2001 году запрет с Рохаса был снят.
Канадский борец Девон Николсон выдвинул судебные обвинения против Абдуллы Мясника, утверждая, что он заразил его гепатитом C после того, как Абдулла ударил его лезвием без его согласия. Суд Онтарио вынес решение в пользу Николсона и обязал Абдуллу выплатить 2,3 миллиона долларов.
Во время матча по правилам King of the Road на шоу Uncensored 1995 Дастин Роудс и Блэктоп Булли использовали блэйдинг, что в то время противоречило политике промоушена WCW, и в результате чего они оба были уволены с компании.